# Фридрих Вильгельм I
Фри́дрих Вильге́льм I (нем. Friedrich Wilhelm I.; 14 августа 1688[…], Берлин — 31 мая 1740[…], Городской дворец, Потсдам) — король Пруссии c 1713 года, из династии Гогенцоллернов. Известен как «король-солдат» (нем. Soldatenkönig). Отец Фридриха Великого.

## Детство
Фридрих Вильгельм появился на свет 14 августа 1688 года в семье курфюрста Фридриха III, впоследствии короля Пруссии Фридриха I, и его супруги Софии Шарлотты Ганноверской. Это был их третий сын (двое старших братьев Фридриха Вильгельма умерли в младенчестве).
Ребёнок рос здоровым, жизнерадостным, но шумным и чрезвычайно активным. Рыжеволосый, как и большинство Гогенцоллернов, кронпринц был невелик ростом, широкоплеч и кряжист. Сильный от природы, он доминировал в детских играх над своими многочисленными кузенами. Так, известен факт, что будущий король Пруссии в детстве проявлял агрессию по отношению к своему двоюродному брату Георгу Августу, будущему королю Англии — Георгу II, и эта детская вражда, отчасти, стала причиной напряжённых англо-прусских отношений в 1710—1740 годах.
Фридрих Вильгельм был нежно любим своей матерью, которая снисходительно относилась к любым проявлениям сыновней строптивости. С отцом-курфюрстом отношения были гораздо более натянутые. Утончённый эстет, Фридрих III, мечтал вырастить широко образованного, чувствительного и галантного наследника. Однако принц интересовался самыми «низменными» предметами: работой каменщиков и плотников, кормами для лошадей, садоводством и огородничеством. Специально для маленького принца был устроен огород, где ребёнок с любовью выращивал овощи для королевской кухни.
К французскому языку, обязательному в среде европейской аристократии XVIII века, Фридрих Вильгельм питал отвращение. Гуманитарные знания также были ему неинтересны. Мальчик обнаруживал способности к математике, к рисованию, интересовался историей, обладал неплохим музыкальным слухом, однако, в силу своего упрямого и агрессивного характера, не смог получить должного образования даже в этих областях.
Фридрих Вильгельм с детства был истово религиозен и пронёс чувство любви к Богу через всю свою жизнь.
В самом раннем возрасте принц заинтересовался армией. Проявляя склонность к выяснению деталей любого явления, Фридрих Вильгельм вникал в быт и нравы казармы, в покрой формы, в рассказы солдат о былых сражениях. Светские манеры, которым безрезультатно пытались обучить его и родители и воспитатель — граф Александр фон Дона, принц не воспринимал, так как считал их бесполезными.
В 1701 году отец Фридриха Вильгельма, курфюрст Фридрих III, возложил на себя королевскую корону и короновался в Кёнигсберге в качестве короля Пруссии Фридриха I. Таким образом, тринадцатилетний кронпринц получил новый титул.

## Юность

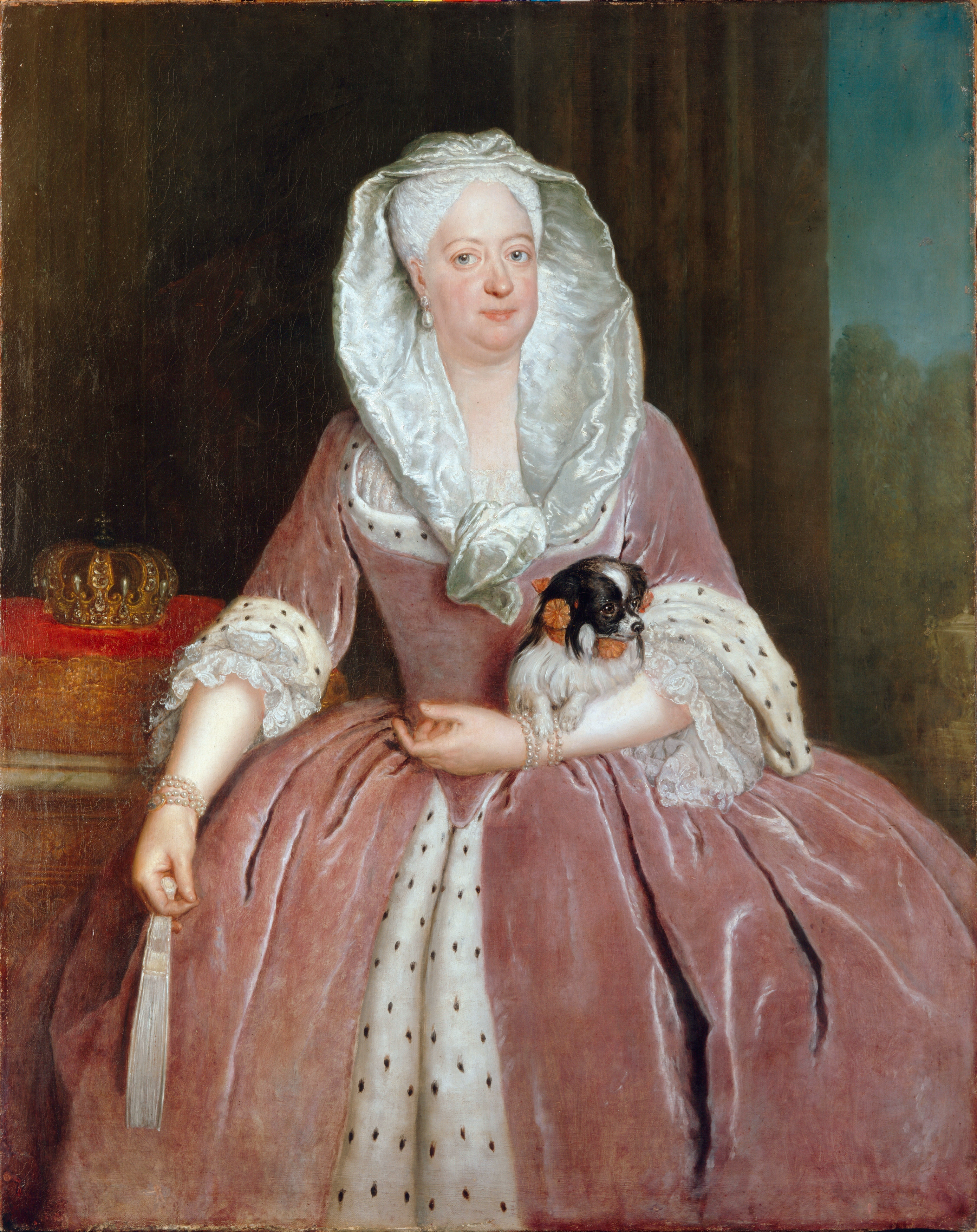
Королева Пруссии София Доротея Ганноверская

1 февраля 1705 года скончалась мать кронпринца — тридцатишестилетняя королева София Шарлотта. Фридрих Вильгельм тяжело пережил эту утрату. И без того сложные отношения с отцом в этот период ухудшились ещё больше.
Летом 1706 года Фридрих I сосватал своему сыну принцессу Софию Доротею Ганноверскую. Этот брак был хитрой политической аферой, поскольку уже выяснилось, что Георг Ганноверский, отец принцессы и родной дядя самого Фридриха Вильгельма, может стать королём Англии. Принцесса София была хороша собой — высокая, статная, склонная к полноте, она понравилась принцу своей «основательностью», хотя нельзя сказать, что наследник прусского престола испытывал к своей невесте пылкие чувства. В июне 1706 году в Ганновере состоялось обручение.
После свадьбы принц уехал в Нидерланды, где шла Война за испанское наследство, и сражался в войске герцога Мальборо.
После возвращения в Берлин Фридрих Вильгельм стал уделять внимание вопросам государственного управления: он ежедневно присутствовал на заседаниях Государственного совета. Любимым занятием его в этот период стала охота, для чего был заново оборудован небольшой охотничий замок Вустерхаузен.
В 1709 году принц вновь отправляется в расположение войск герцога Мальборо и присутствует при знаменитой битве под Мальплаке. В этом же году супруга Фридриха Вильгельма родила дочь Вильгельмину (будущую маркграфиню Байрейтскую). Двое других детей, рождённых в 1707 и 1708 годах, умерли, едва родившись. Смерть обоих мальчиков Фридрих Вильгельм переживал очень остро, его мечтой была многодетная семья с многочисленными сыновьями. К своей жене принц относился с уважением, однако, полагал, что её функция заключается только в деторождении. И королева, надо сказать, исправно выполняла своё предназначение, родив 14 детей: шесть мальчиков и восемь девочек.

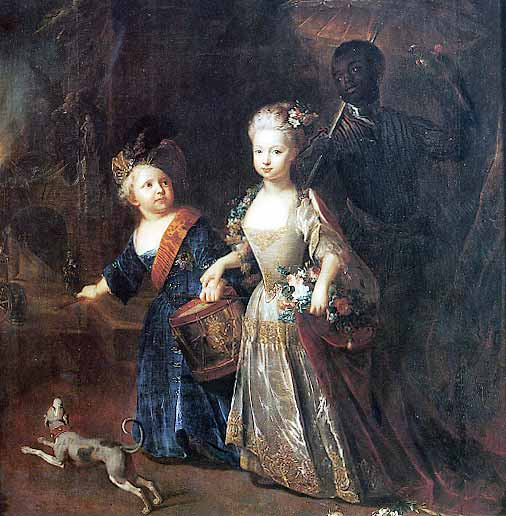
Дети Фридриха Вильгельма I — Фридрих и Вильгельмина

В этот период началась долгая и преданная дружба Фридриха Вильгельма с князем Леопольдом Анхальт-Дессауским. Молодых людей роднила любовь к войне, презрение к светским манерам и гуманитарным знаниям. Даже своего сына князь Леопольд предпочёл не учить никаким наукам, полагая, что они совершенно не нужны настоящему воину.
24 января 1712 года у Фридриха Вильгельма родился долгожданный сын-наследник, который был крещён именем Карл Фридрих (будущий Фридрих Великий).
В том же 1712 году будущий король Пруссии познакомился с Петром I. Волевой и жёсткий русский царь произвёл колоссальное впечатление на Фридриха Вильгельма. Впоследствии оба монарха стали не только союзниками, но также и друзьями.

## Король Пруссии
25 февраля 1713 года скончался прусский король Фридрих I. В первый же день правления новый король Фридрих Вильгельм I упразднил бо́льшую часть придворных должностей, а расходы на содержание двора уменьшил в четыре раза. 5 марта 1713 года молодой король назначил комиссию для проверки берлинского финансового управления. Ревизия плавно перетекла в показательный уголовный процесс.
В том же 1713 году Фридрих Вильгельм I перестроил структуры власти больших городов: Берлина, Кёнигсберга и Штеттина. Города получали назначенных королём штадт-президентов, одновременно становящихся председателями военных и земельных палат в данной провинции (так, штадт-президент Кёнигсберга становился председателем военной и земельной палат Восточной Пруссии). Штадт-президенты становились также главными сборщиками налогов и ответственными за поступление их в казну.
21 июня 1713 года были опубликованы королевские Поправки и уточнения касательно юстиции, ставшие основой для Всеобщего свода законов Пруссии. В этом кодифицированном нормативно-правовом акте провозглашалось равенство всех сословий перед законом. Впечатленный лекциями профессора-просветителя Христиана Томазия, король в 1714 году наложил вето на применение пыток в судебном производстве и отдельным эдиктом распорядился все дела по обвинению в колдовстве присылать на его личное утверждение. Пруссия стала одним из первых германских государств, чьи власти стали последовательно бороться с «охотой на ведьм». 
На долгие 27 лет ключевыми словами в управлении Пруссией стали «контроль» и «экономия». Именно Фридрих Вильгельм I ввёл в обращение термин «прусские добродетели», а также стал причиной появления французского выражения «ради прусского короля» (фр. pour le Roi de Prusse), означающего «даром».  
Фридрих Вильгельм I при своем характере оставался умным, трудолюбивым и честным руководителем. Он очень ясно сознавал нужды своего государства, не пренебрегал никакими подробностями и хотел все видеть собственными глазами. Очень немногие монархи были тогда столь же деятельны. «Господь, — говорил Фридрих Вильгельм, — создал царей не для того, чтобы они проводили время в наслаждениях, а для того, чтобы они управляли своей землей. Государь существует для того, чтобы работать, и если он хочет царствовать честно, то должен сам управлять делами». Он желал видеть сам, все знать, во все входить. «Его прогулки являются ревизиями, и на берлинских улицах трость его тоже прогуливается по спинам праздношатающихся». Совершенная противоположность своему отцу, он, по натуре «грубый и первобытный», отличался редкой бережливостью, преследовал мотовство, ненавидел Версаль и французов. Отменены были все французские моды, уменьшен (до 8) штат придворных слуг, в конюшнях королевских оставлено было лишь 30 лошадей; сокращены были размеры пенсионов. Таким образом бюджет с 300000 талеров был сведен к 50000; король собственноручно вычеркивал даже самые незначительные расходы.
Фридрих Вильгельм старался заселить пустынные районы колонистами-протестантами, которых созывал к себе со всей Европы и прельщал многочисленными льготами. Он не только отдавал в их собственность землю, но брал на себя часть расходов по постройке домов и на много лет освобождал переселенцев от всяких податей. Таким образом были основаны сотни деревень и сёл, осушены Гавельские болота и освоены обширные пространства. Прием и обустройство колонистов обходились Фридриху Вильгельму в огромные суммы. Так, например, пригласив к себе 15 тысяч зальцбургских протестантов, изгнанных католиками из своих земель, король в течение шести лет тратил по миллиону талеров в год на их обустройство. Однако король рассматривал траты как разумное вложение. Вскоре благодаря переселенцам Пруссия совершенно преобразилась. Искусные зальцбургские ремесленники подняли благосостояние маленьких прусских городков, которые до них не знали промышленности. Король отменил крепостное право на всех своих удельных землях и указом от 22 марта 1719 г. пригласил последовать этому примеру всех дворян. Среди прочего Фридрих-Вильгельм запретил сгонять крестьян с земли и ограничил применение телесных наказаний, которым те подвергались до сих пор. 
Преобладающей страстью короля была хорошо сформированная армия. На неё, а в особенности на солдат высокого роста, он не жалел денег; его вербовщики знали, чем можно было угодить королю-солдату; великаны солдаты разыскивались среди всех наций. Также он отдал доставшуюся ему по наследству коллекцию китайских ваз Августу Сильному за полк драгун. Русский царь Петр I, заинтересованный в союзе с Пруссией, начиная с 1715 года неоднократно дарил «больших мужиков», за что в 1717-м получил в ответный подарок Янтарную комнату.
Не имея первого министра, Фридрих-Вильгельм I называл себя и своим министром финансов, и своим военным министром. Но, невзирая на всё его увлечение военным делом, «министр финансов часто сдерживал военного министра». Главным помощником короля в устройстве его войск был Леопольд Дессауский. Состав армии пополнялся посредством рекрутских наборов; кроме того, в 1733 г. введена была система военных поселений. Король разделил свои владения на округа, возложив на каждый из них обязанность доставлять рекрутов для одного из прусских полков. Армия содержалась на государственные доходы и была готова во всякое время выступить в поход. Иностранных субсидий король не допускал. Отменены были военные повинности дворянства, основанные на ленной зависимости; взамен этих повинностей владельцы ленных поместий должны были уплачивать ежегодно денежный налог. Порядок в войсках поддерживался строго: дезертирство, нарушение военной дисциплины влекли за собой смертную казнь. В армии числилось 83000 человек. К концу правления Фридриха-Вильгельма I это была третья по численности армия в Европе.
Очень характерны для Фридриха-Вильгельма I были устроенные им табачные коллегии, где король любил проводить свободные часы со своими генералами-министрами. Вся компания усаживалась вокруг длинного стола, на котором лежали газеты. У всех были длинные глиняные трубки; перед каждым стояла большая кружка с пивом. Здесь нередко решались очень важные государственные дела; здесь позволял себе король и те грубые шутки над французами, над учёными, которые сделались уже классическими. Шутом табакс-коллегиума в Берлине был педант Гундлинг, осыпанный милостями короля и назначенный президентом академии наук.

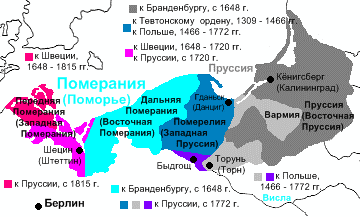
Померания, Западная и Восточная Пруссия

Внешняя политика Фридриха-Вильгельма I отмечена его участием в Cеверной войне и его дружбой с Петром I. Удачными договорами с Россией, Ганновером и Данией он обеспечил за Пруссией часть Померании (Vorderpommern) до реки Пеене. Открыто Пруссия объявила войну Карлу XII 1 мая 1715 г.; война велась очень удачно, в декабре пал Штральзунд, в апреле 1716 г. — Висмар. Старания Пруссии склонить державы к миру со Швецией не удались из-за противодействия Великобритании и Ганновера, недовольных успехами России. 1 февраля 1720 г. заключен был мирный договор Пруссии со Швецией. За 2 млн талеров Фридрих-Вильгельм I приобретал часть передней Померании и острова Узедом и Волин.
Очень неясны были отношения Фридриха-Вильгельма I к Священной Римской империи. В Вене по-прежнему с подозрением относились к росту политического могущества Бранденбурга и Пруссии. В 1719 г. составилась даже коалиция против Пруссии и России из императора Карла VI, британского короля Георга I и короля польского Августа II, но до открытой войны дело не дошло. Дипломатические сношения возобновились по вопросу о Прагматической санкции в 1725 году. Великобритания с Францией искали теперь сближения с Фридрихом-Вильгельмом I. В надежде на помощь этих держав Фридрих-Вильгельм вмешался в пфальц-нейбургский конфликт. 3-го сентября 1725 г. заключен был Герренгаузенский договор с Великобританией. Предполагался двойной брачный союз: дочь прусского короля должна была выйти за Георга, а сын — жениться на британской принцессе. Против этого союза составилась коалиция из Австрии, Испании и Баварии. При берлинском дворе образовались две партии: королева стояла за союз с Великобританией, но король, после некоторых колебаний, остался верен традиционному союзу с Австрией. Договором в Вустергаузене 1726 г. был возобновлен договор 1700 г., за что король согласился подтвердить прагматическую санкцию. Император обещал королю свое содействие в Нейбургском деле. Брачный проект 1725 г. был отвергнут, и кронпринц женился на Елизавете-Христине Брауншвейгской, а сестра его вышла за маркграфа Байрейтского.
В 1732 году организовал переселение к себе большинства изгнанных княжеством-архиепископством Зальцбург протестантов, которые осели в Восточной Пруссии.
В польской войне (1733—38) Фридрих-Вильгельм держался полного нейтралитета. Отношения Фридриха-Вильгельма к Австрии скоро вновь обострились, так как император не оказал королю обещанной поддержки в Нейбурге. Тогда и Фридрих-Вильгельм кассировал свой договор с императором, заключавший в себе признание прагматической санкции.

## Характер
Фридрих Вильгельм имел тяжелый характер. Он был очень подвержен гневу и скор на расправу. Своей тростью он раскалывал головы и выбивал зубы судьям, чьи приговоры представлялись ему сомнительными. Фридрих Вильгельм ненавидел бездельников. Он любил гулять по улицам Берлина, и если встречал праздношатающегося гуляку, то с ругательствами отсылал его домой заниматься делами, избивая при этом тростью. Как-то он задержал нескольких гуляющих дам, дал им мётлы и заставил мести плац. Однажды какой-то прохожий, завидев короля, попытался убежать. Фридрих Вильгельм велел поймать его, и когда пойманный сказал, что он бежал, так как испугался, то король стал бить его тростью, приговаривая: «Ты должен любить меня, любить, любить, а не пугаться, бездельник!». Король также в гневе мог избить свою жену и детей.
Если Фридрих Вильгельм замечал что-либо не на своем месте или узнавал об опозданиях, то он также впадал в гнев. Как-то он стал свидетелем того, как приехавший в дилижансе курьер с ночной почтой из Гамбурга стучался в дверь потсдамского почтмейстера и ждал его появления на улице, а тот все не открывал. Король выбил дверь и избил тростью спавшего почтмейстера, а затем извинился за него перед пассажирами дилижанса.

## Потомки

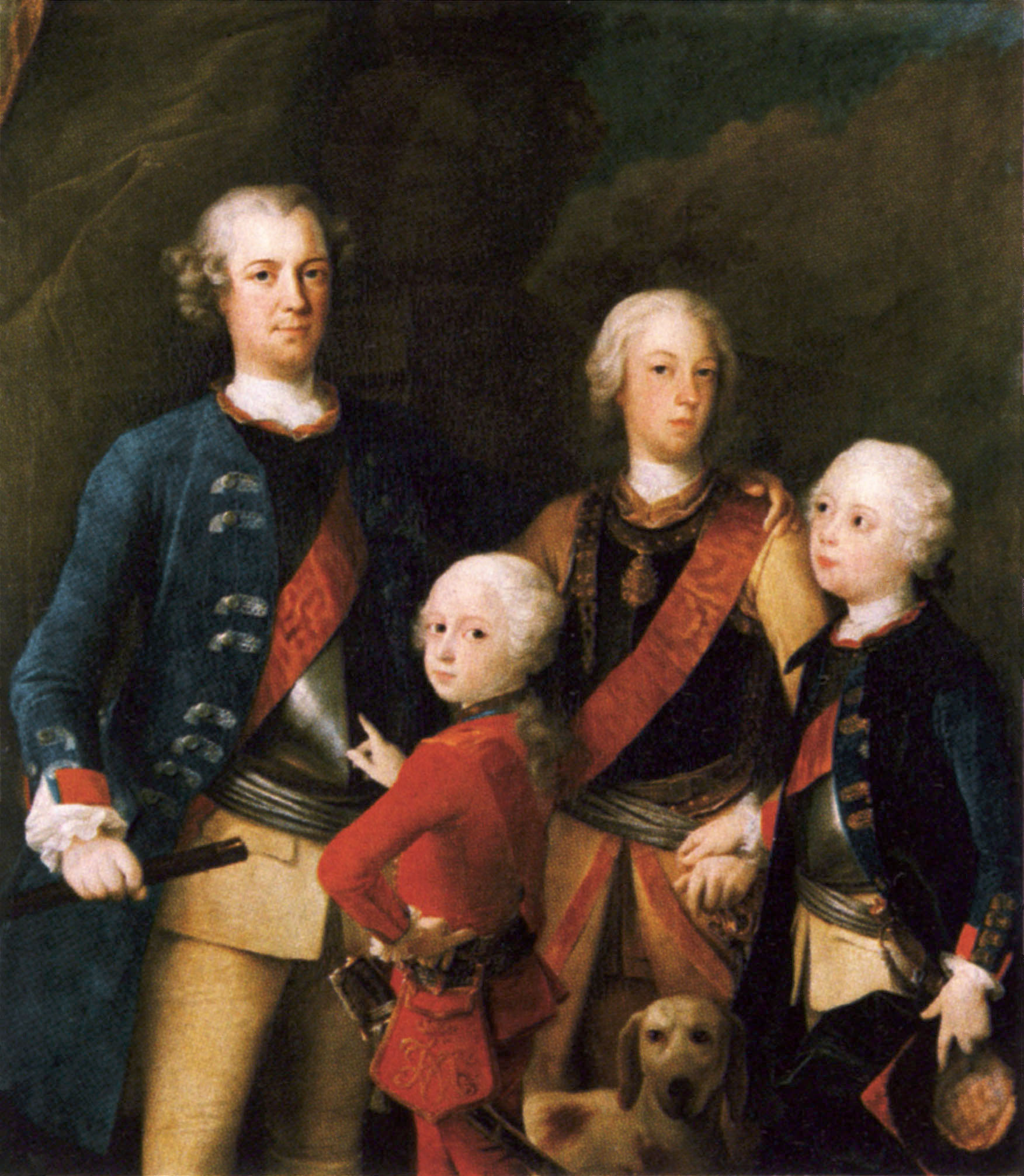
Сыновья Фридриха Вильгельма I. Портрет работы Карло Франческо Руски, 1737 год

В браке с Софией Доротей Ганноверской (1687—1757) родились четырнадцать детей, из которых выжили десять:
- Вильгельмина (1709—1758), маркграфиня Байрейтская;
- Фридрих (1712—1786), будущий король Пруссии Фридрих II Великий;
- Фридерика Луиза (1714—1784), замужем с 1729 года за Карлом Вильгельмом Фридрихом, маркграфом Бранденбург-Ансбахским;
- Филиппина Шарлотта (1716—1801), замужем с 1733 года за Карлом I Брауншвейг-Вольфенбюттельским;
- София Доротея Мария (1719—1765), замужем с 1734 года за Фридрихом Вильгельмом Бранденбург-Шведтским;
- Луиза Ульрика (1720—1782), в 1744 году вышла замуж за короля Швеции Адольфа Фредрика;
- Август Вильгельм (1722—1758), в 1742 году женился на Луизе Амалии Брауншвейг-Вольфенбюттельской, их сын Фридрих Вильгельм II станет королём Пруссии после бездетного Фридриха II;
- Анна Амалия (1723—1787), аббатиса Кведлинбургского аббатства;
- Генрих (1726—1802), женат с 1752 года на Вильгельмине Гессен-Кассельской;
- Август Фердинанд (1730—1813), женат с 1755 года на Луизе Бранденбург-Шведтской.

## Болезнь Фридриха Вильгельма I
Фридрих Вильгельм I страдал от наследственного заболевания, выражающегося в нарушениях обмена веществ, — порфирии, которая тогда ещё не была изучена. Болезнь разрушала короля не только физически, но и психически. На смертном одре Фридрих Вильгельм I признал: «Я злой человек. Я очень вспыльчивый. Огонь разгорается во мне в один миг. Раньше, чем я это почувствую. Но мне сразу становится жаль». Болезнь отразилась и на том облике, который он оставил в истории. Меринг называл его «азиатским деспотом», Вольтер — «вандалом», Маколей — «душевнобольным», сам он называл себя «старым человеческим мучителем».
Останки Фридриха Вильгельма I с 1991 года покоятся в мавзолее императора Фридриха близ церкви Фриденскирхе в Сан-Суси. Изначально Фридрих Вильгельм I, а затем и его сын Фридрих II, были похоронены в Потсдаме в местной гарнизонной церкви. Незадолго до окончания Второй мировой войны в 1945 году их останки были вывезены и находились до 1953 года в церкви Св. Елизаветы в гессенском Марбурге, а до 1991 года — в замке Гогенцоллерн недалеко от Хехингена в Баден-Вюртемберге.